# Zelotaea
Genre
Zelotaea est un genre d'insectes lépidoptères de la famille des Riodinidae.

## Dénomination
Le nom Zelotaea leur a été donné par Henry Walter Bates en 1868.

## Liste des espèces
- Zelotaea alba Gallard & Brévignon, 1989; présent en Guyane.
- Zelotaea grandis (Callaghan, 1999); présent au Brésil.
- Zelotaea leucotopus (Stichel, 1911); présent en Bolivie et au Pérou.
- Zelotaea lya Lathy, 1958
- Zelotaea nivosa (Stichel, 1929); présent au Pérou.
- Zelotaea phasma Bates, [1868]; présent au Brésil.
- Zelotaea suffusca Brévignon & Gallard, 1993; présent en Guyane
- Zelotaea watkinsi (D'Abrera, 1994); présent au Pérou.

### Source
- Zelotaea sur funet